# 札幌ステラプレイス
札幌ステラプレイス (STELLAR PLACE SAPPORO) は、北海道札幌市中央区にある複合商業施設。JRタワーを構成する施設になっている。

## 概要
札幌駅の高架化に伴う旧地上駅跡地の再開発事業により建設した駅ビル。札幌駅1階の東西にあるコンコースと一体化した形で地上1階と地下1階に大きな通路を設けており、東コンコース（イーストアベニュー）より東側を「STELLAR PLACE EAST」、西コンコース（ウエストアベニュー）と東コンコース（イーストアベニュー）の間を「STELLAR PLACE CENTER」としている。ステラプレイスにはファッションやヘルス&ビューティ関連の専門店、レストランやカフェなどの飲食店、シネマコンプレックスなどがある。
外壁の正面（ファサード）中央部には北海道出身の彫刻家・デザイナーである五十嵐威暢による「星の大時計」を配置しており、大時計の外壁下部に貼られたソーラーパネルを動力源にしている。
2005年（平成17年）に札幌ステラプレイスを運営する札幌駅南口開発が、アピアを運営する札幌駅地下街開発、エスタを運営する札幌ターミナルビル、パセオを運営する札幌ステーション開発と合併し、「札幌駅総合開発」に商号変更した。

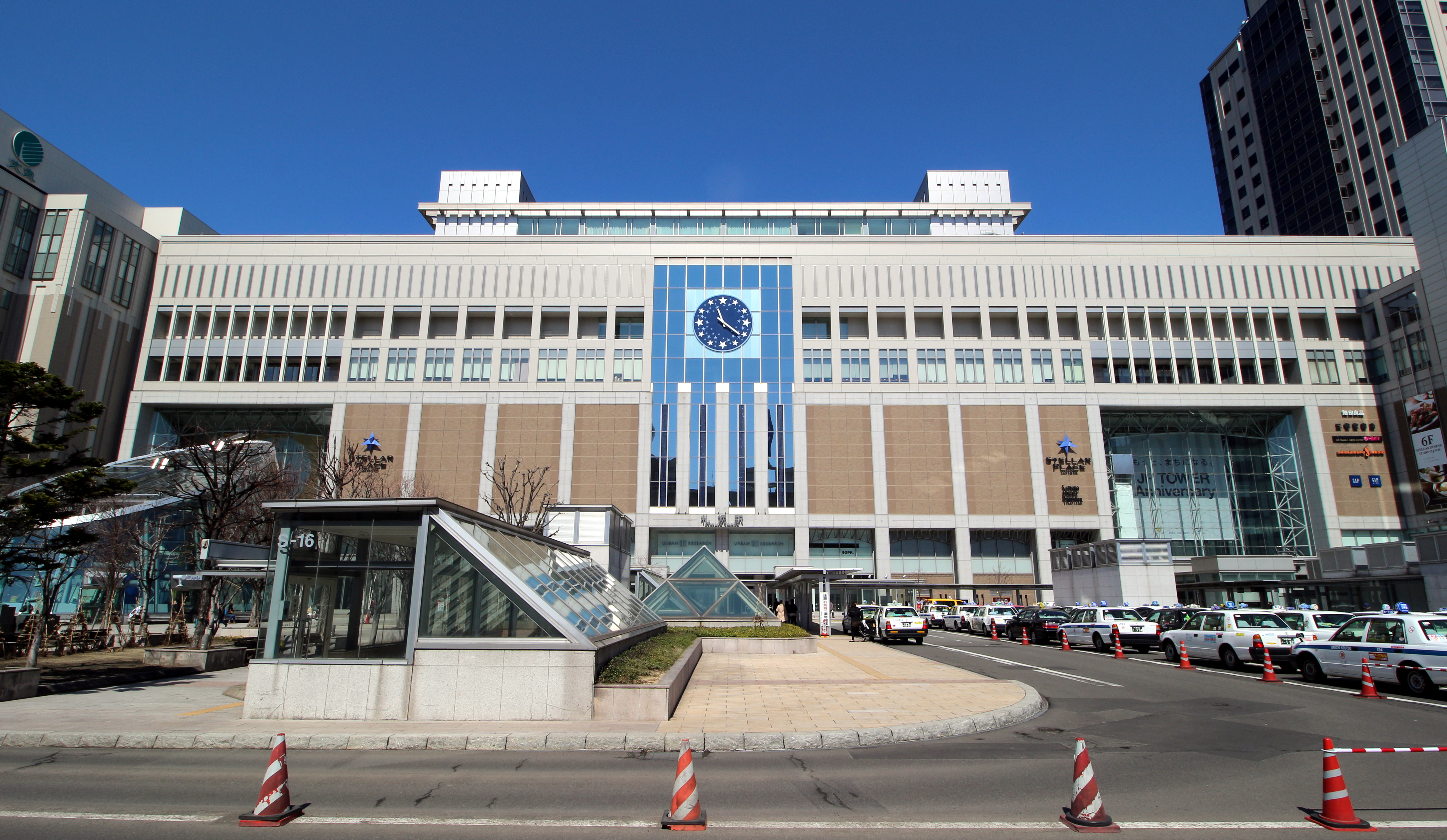
STELLAR PLACE CENTER 外観（2018年4月）
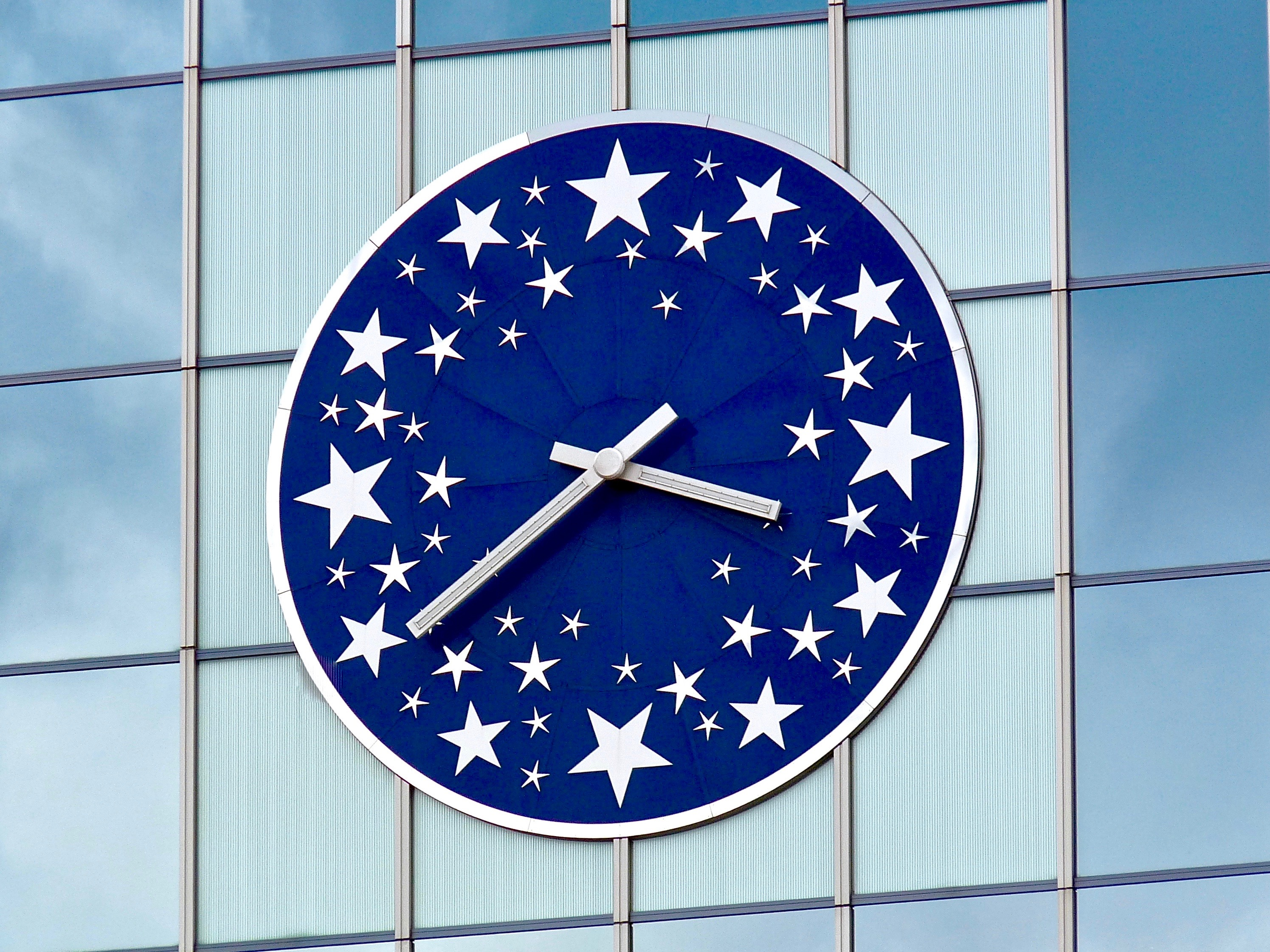
星の大時計（2009年8月）

## 施設

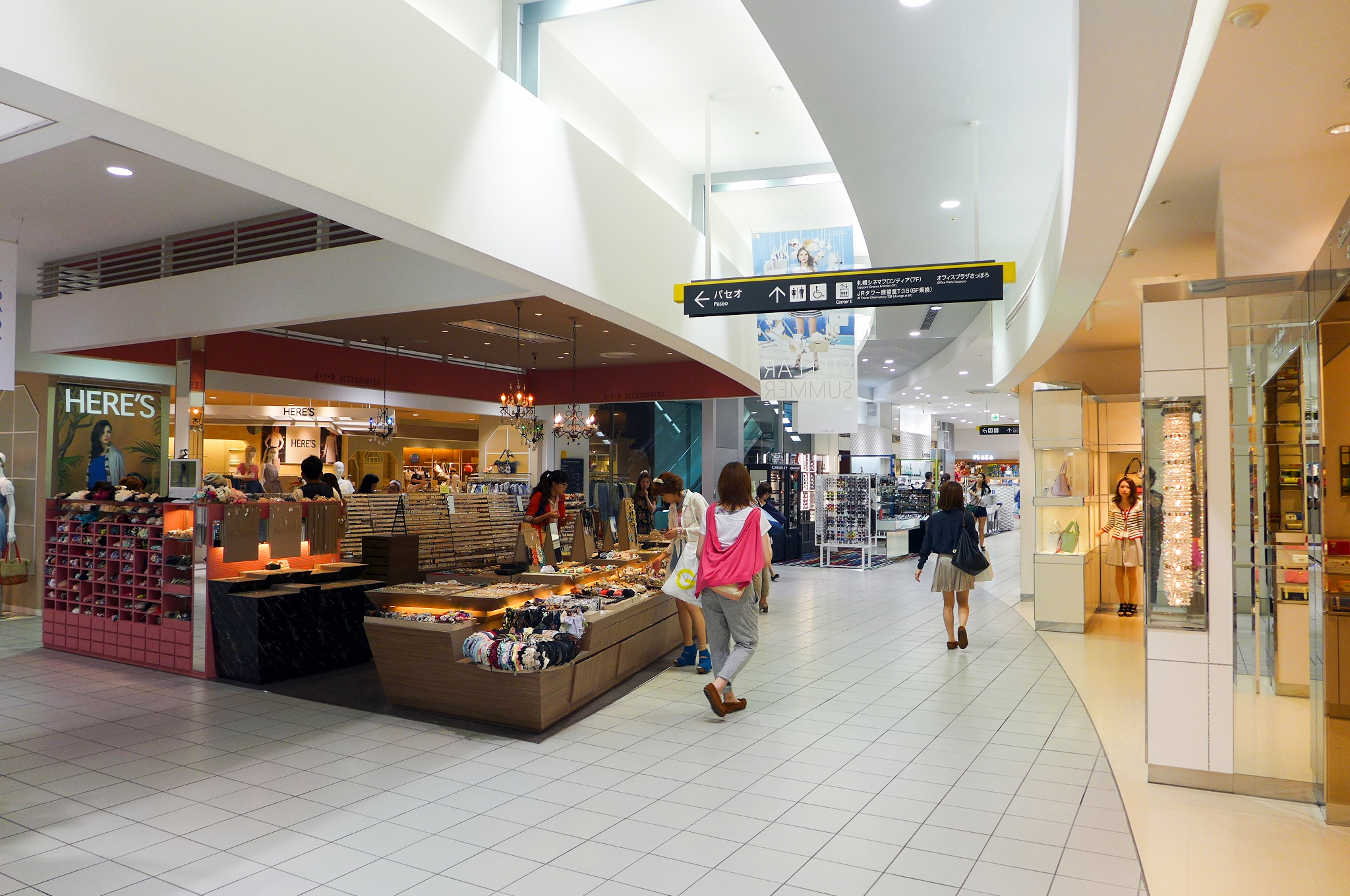
B1階

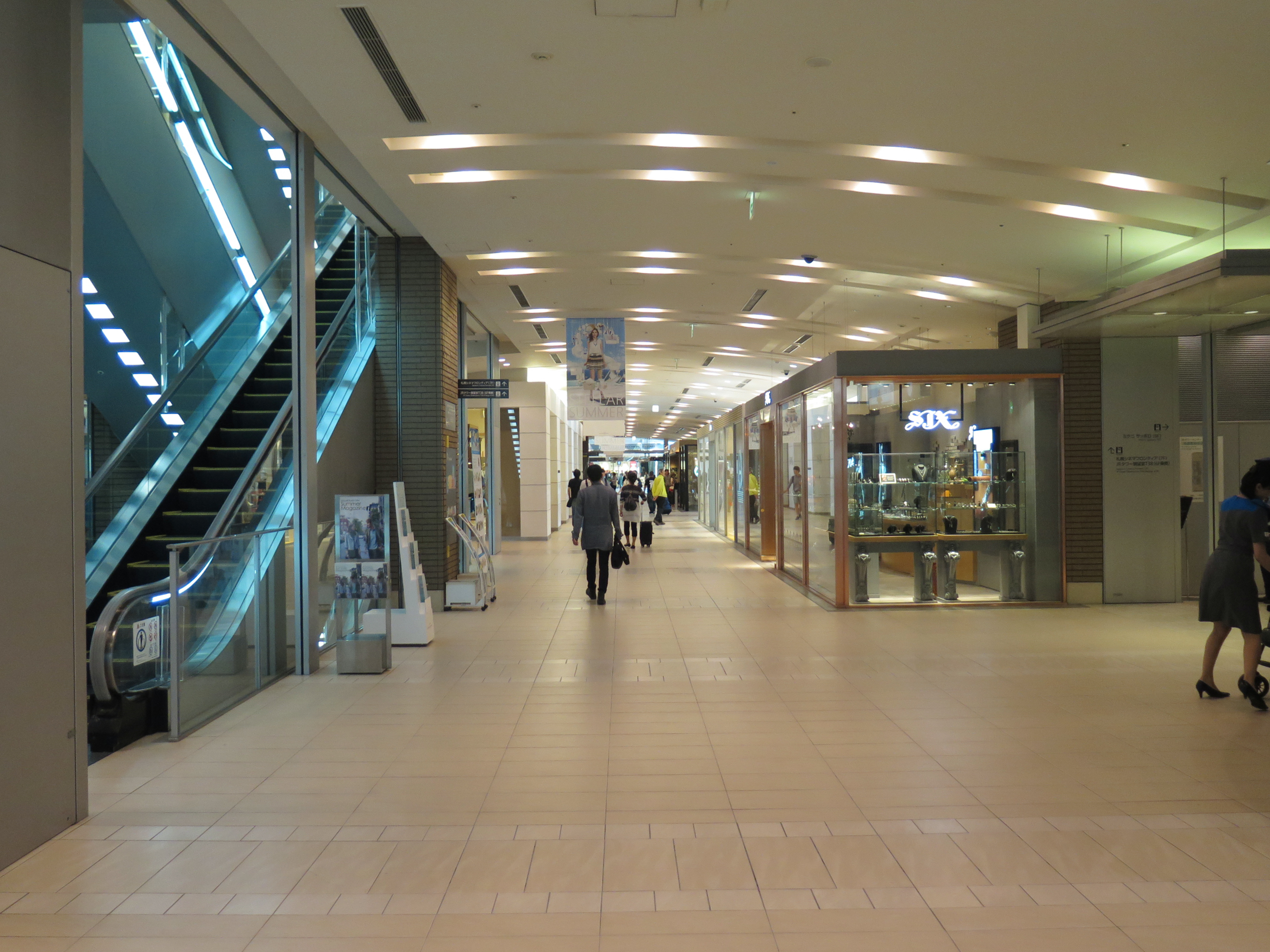
1階

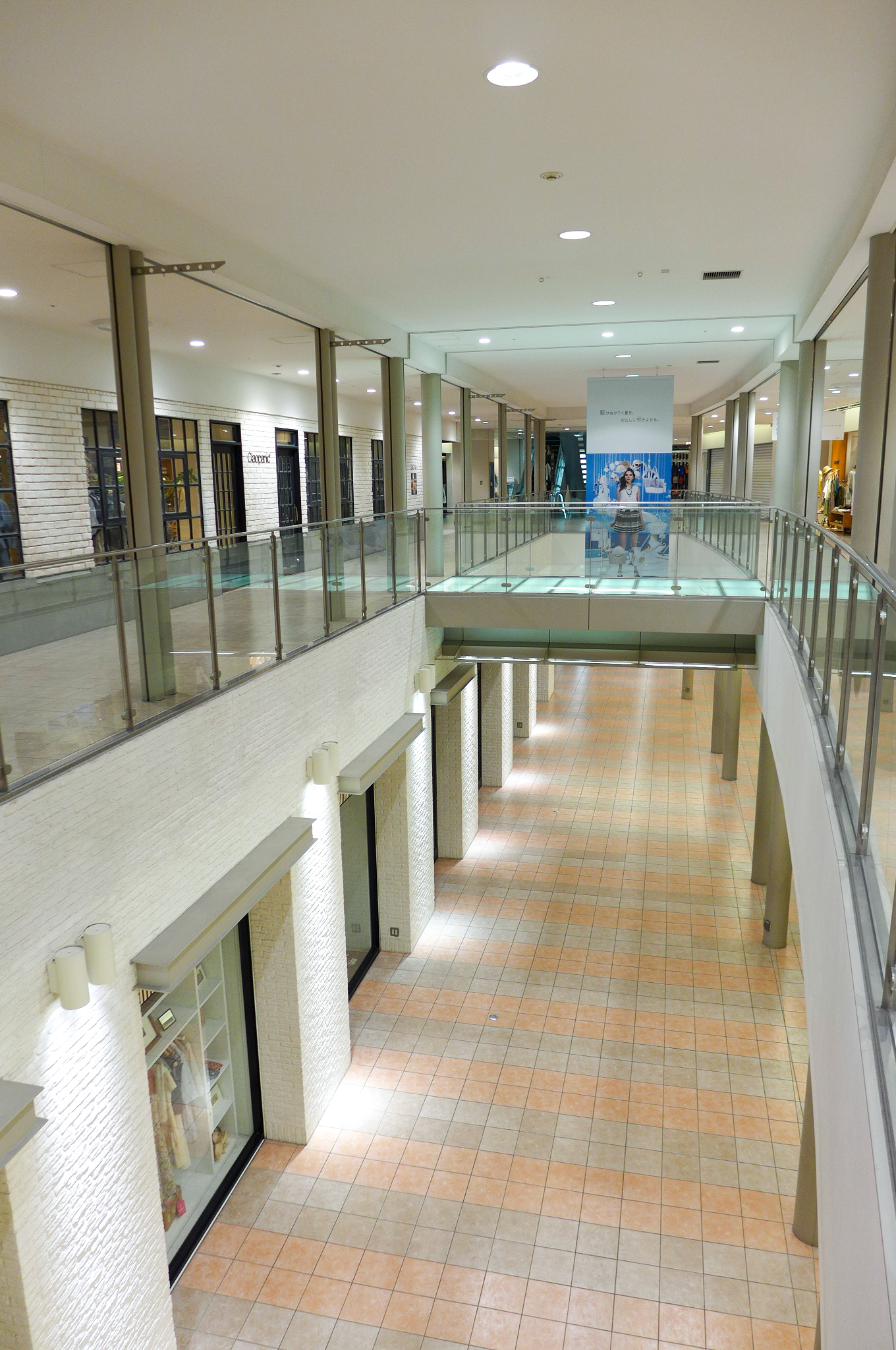
4階中庭

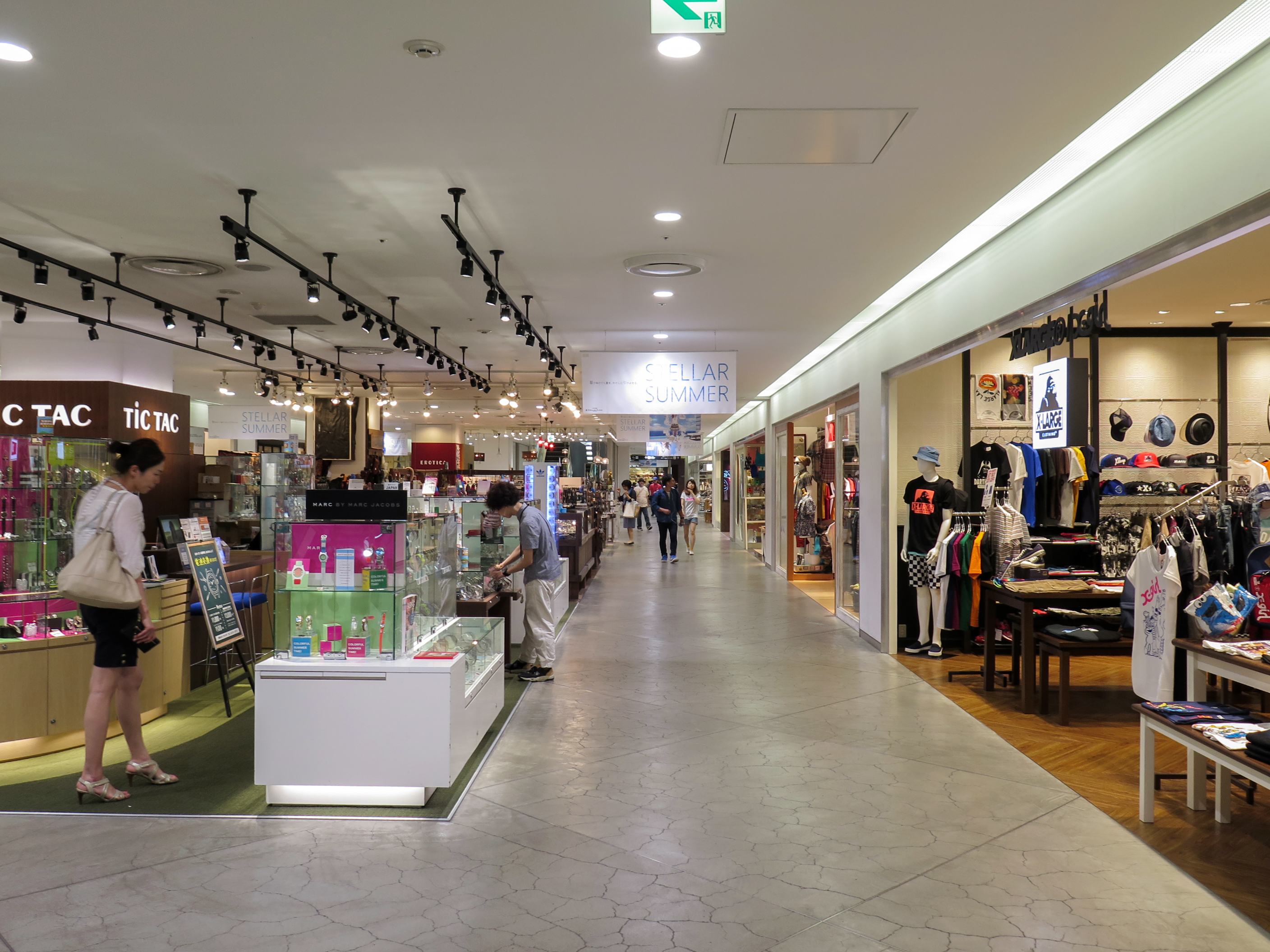
5階

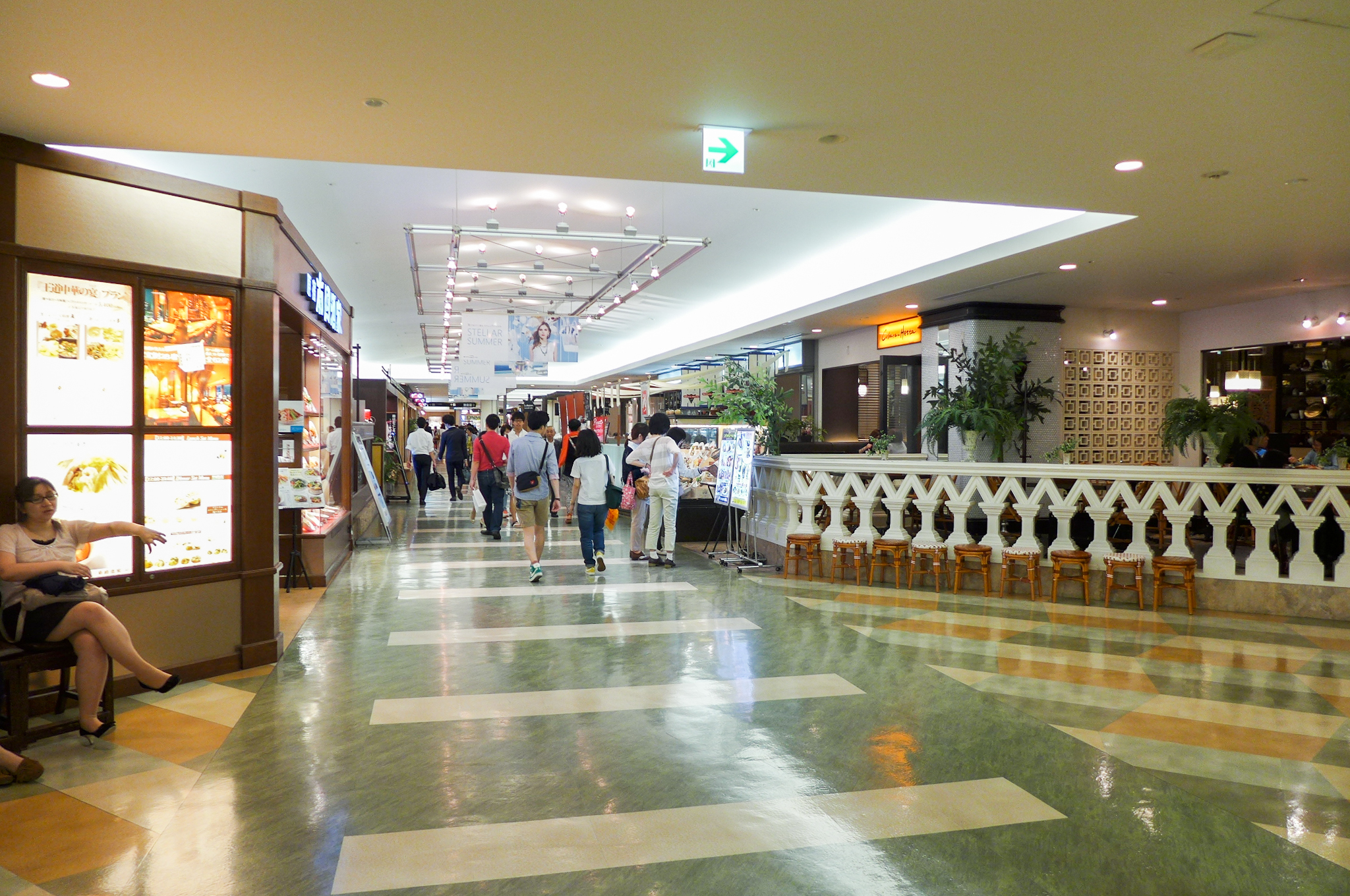
6階

### STELLAR PLACE CENTER
9F
- ミクニ サッポロ
- そらのひろば ステラ9（屋上広場）

7F
- 札幌シネマフロンティア

6F
- ステラダイニング（レストランフロア）

5F
- スヌーピータウンショップ
- ディズニーストア
- ハンズ ビー
- ABC-MARTプレミアステージ

4F
- チャオパニック
- アディダス オリジナルスショップ

3F
- unico
- ナノ・ユニバース

2F
- 俄
- アーバンリサーチ

1F
- トゥモローランド
- スターバックスコーヒー
- 青山フラワーマーケット

B1F
- カフェデンマルク
- PLAZA
- サマンサタバサデラックス／サマンサタバサプチチョイス

### STELLAR PLACE EAST
6F
- 無印良品
- タリーズコーヒー

5F
- 三省堂書店
- ブックス&カフェ UCC

4F
- 島村楽器
- HMV

3F
- アーバンリサーチドアーズ
- アイシティ
- オプティックパリミキ

2F
- SHIPS
- ザ・ノース・フェイス グローブ ウォーカー
- スターバックスコーヒー

1F
- エノテカ

B1F
- カフェ モロゾフ
- ユナイテッドアローズ グリーンレーベル リラクシング